# Isle of Wight Saturday League
Isle of Wight Saturday League, známá jako Harwoods-Vauxhall Isle of Wight Saturday League, je fotbalová soutěž na ostrově Wight, který náleží ke Spojenému království. V současné době má soutěž dvě divize, Division One a Division Two, má také dvě divize pro B-týmy (Combination One a Combination Two). Vítěz Division One může postoupit do Wessex League.